# Katrin Himmler
Pour les articles homonymes, voir Himmler.
Katrin Himmler (née en 1967 à Dinslaken) est une écrivaine et une politologue allemande, petite-fille de Ernst Himmler, le jeune frère d'Heinrich Himmler, commandant suprême des SS, plus haute figure de l'Allemagne nazie après Adolf Hitler et architecte de l'Holocauste. Elle publie en 2007, Die Brüder Himmler: Eine deutsche Familiengeschichte (« Les Frères Himmler, une histoire familiale allemande »).

## Biographie
Après une formation de physiothérapeute, elle fait des études en sciences politiques à l'université libre de Berlin et obtient son diplôme en 1997. De 1996 à 1999, elle collabore à la conception et à l'exécution de la visite guidée « Zeitschritte-Von Fürstenberg nach Ravensbrück » au mémorial du camp de concentration pour femmes de Ravensbrück.

### Recherche de son histoire familiale
Son père lui parle de sa famille en indiquant que son grand-père et son grand oncle Gebhard n'étaient que des « technocrates apolitiques ». Mais c'est à onze ans, en regardant la mini-série Holocauste, qu'elle comprend le rôle de Heinrich Himmler dans la mise en œuvre de l'Holocauste. À 15 ans, un de ses camarades de classe lui demande si elle a un lien de parenté avec Heinrich Himmler : elle répond par l'affirmative.
« Quand mon mari (Dani, citoyen juif israélien) et moi avons eu notre fils, il est devenu clair qu'il fallait que je rompe avec la tradition familiale de ne pas parler du passé. Je voulais donner à mon fils le plus d'informations possibles, afin que, lorsqu'il commencerait à poser des questions sur ma famille, je puisse y répondre. »
Le livre Die Brüder Himmler: Eine deutsche Familiengeschichte traduit dans plus de 11 langues retrace la vie des trois frères Himmler, l'aîné Gebhard Ludwig, le cadet Heinrich Luitpold, et le benjamin Ernst Hermann Himmler, fils d'un proviseur de lycée de Munich et ancien précepteur du prince héritier de Bavière, Heinrich (en) de Wittelsbach. Gebhard servit dans l'armée allemande pendant la Première Guerre mondiale ; mais Heinrich n'avait que 18 ans à la fin du conflit et était alors élève-officier ("Kadett") et était trop jeune pour avoir connu le front. Katrin Himmler suppose que c'est cette frustration et l'envie d'égaler son frère qui le poussèrent à rejoindre les corps francs allemands en 1919. Il y servit sous les ordres d'Ernst Röhm et devint ainsi un adepte du Parti nazi.
Katrin Himmler écrit que sa famille lui avait toujours dit que son grand-père Ernst Hermann n'avait aucun goût pour la politique et peu de relations avec son frère Heinrich. Le grand-père déclare avoir rejoint le Parti national-socialiste « parce que tout le monde le faisait et que c'était nécessaire pour garder son travail dans ces années-là ». Mais les recherches de Katrin Himmler ont cependant montré qu'Ernst Himmler était un nazi enthousiaste qui avait rejoint le Parti dès 1931 et qu'il fut officier dans la Schutzstaffel (SS). Le frère aîné Gebhard, lui, avait un poste à responsabilité au ministère du Reich à l'Éducation où il inspectait les écoles où étaient formées les recrues de la Waffen-SS. Lui et Ernst restèrent proches d'Heinrich jusqu'à la fin de la guerre et il les aida dans leur carrière. Ernst fut tué (ou se suicida) lors des ultimes combats de Berlin en avril 1945. Gebhard survécut au conflit. Heinrich Himmler se suicida le jour même de sa capture par les forces britanniques le 23 mai 1945, après avoir quitté Hitler le 27 avril 1945 et après avoir tenté une paix séparée avec les Alliées occidentaux.
Katrin Himmler publie en 2005 (en allemand) la correspondance de Heinrich Himmler avec sa femme Margarete Siegroth. Des éléments de l'enfance de Gudrun Burwitz, sa tante et fille de Heinrich Himmler, sont ainsi révélés.

## Publication
- Katrin Himmler (trad. de l'allemand par Sylvia Gehlert, postface Michael Wildt), Les frères Himmler : histoire d'une famille allemande, Neuilly-sur-Seine, David Reinharc, 2012, 351 p. (ISBN 978-2-35869-013-3, OCLC 785706726).
  - édition originale : Die Brüder Himmler. Eine deutsche Familiengeschichte, éd. S. Fischer Verlag, Francfort-sur-le-Main, 2005,  (ISBN 3-596-16686-1).
- Katrin Himmler et Michael Wildt (édt.) (trad. Olivier Mannoni), Heinrich Himmler : d'après sa correspondance avec sa femme : 1927-1945, Paris, Plon, 2014, 366 p. (ISBN 978-2-259-22329-4, OCLC 991083582, lire en ligne).